# Gentilly
Gentilly je francouzská obec v departmentu Val-de-Marne v regionu Île-de-France. Žije zde přibližně 19 tisíc obyvatel.

## Poloha
Ze severu hraničí s Paříží (hranici tvoří především boulevard périphérique). Na východě sousedí s městem Le Kremlin-Bicêtre, na jihu s městem Arcueil a na západě s městem Montrouge.

## Historie
Podle archeologických nálezů bylo území města osídleno již v neolitu. Díky úrodné půdě kolem řeky Bièvre se zde usadili obyvatelé i v době Římanů a Merovejců. Ves latinsky zvaná Gentiliacum je známá ze 7. století ze života sv. Eligia.
Oblast je poprvé zmiňována v 6. století jako královský majetek, ale název Gentilly se objevuje až na konci 13. století. Sídlo tvořil v té době hrad typu motte. Franský král Pipin III. Krátký zde strávil zimu v roce 762 a Velikonoce roku 766 a svolal sem koncil biskupů. V roce 878 Ludvík II. věnoval panství pařížskému biskupovi Ingelvinovi. Ludvík IX. zde nechal postavit kartuziánský klášter. Po celý středověk bylo území rozděleno mezi několika klášterů a panství a často měnilo majitele. V roce 1691 zde byl založen klášter milosrdných sester.
V 17. století vznikl Medicejský akvadukt pro dodávky pitné vody na levém břehu v Paříži, který vedl přes Gentilly a jehož části jsou dodnes v provozu.
Industrializace v 19. století znamenala prudký rozvoj průmyslové činnosti, především podél řeky Bièvre, což způsobilo její extrémní znečištění, takže musela být postupně z hygienických důvodů zakryta a svedena do podzemí. V polovině 19. století se rozvíjel průmysl jako hutnictví, stavebnictví, tiskařství a výroba léků. Farmaceutický průmysl je významný dodnes.